# Heteropternis motuoensis
Heteropternis motuoensis är en insektsart som beskrevs av Yin, X.-c. 1984. Heteropternis motuoensis ingår i släktet Heteropternis och familjen gräshoppor. Inga underarter finns listade i Catalogue of Life.